# به جنوب آمدن
به جنوب آمدن (انگلیسی: Coming South) یک تابلوی نقاشی رنگ روغن بر روی بوم از نقاش استرالیایی مکتب هایدلبرگ، تام رابرتز می‌باشد که در سال ۱۸۸۶ طراحی گردید. این نقاشی نمایشگر مهاجرانی است که از اروپا به قصد اقامت در استرالیا سوار بر عرشهٔ یک کشتی بخار شده‌اند. رابرتز در حدود ۴ سال در اروپا اقامت داشت و در بازگشت به استرالیا با کشتی اس‌اس لوسیتانیا، طرح‌هایی را خلق کرد که بعدها پیش‌زمینهٔ طرح این اثر را فراهم آوردند. مورخ هنری، همفری مک‌کوئین معتقد است که به جنوب آمدن، یکی از ۷ اثر مشهور و برجستهٔ رابرتز می‌باشد. گالری ملی ویکتوریا در توضیح این اثر می‌افزاید؛ این نقاشی تصویری قطعی از تجربهٔ مهاجرت و تشریح کنندهٔ تحقیقات رابرتز در رابطه با یکی از تم‌های بزرگ زندگی استرالیایی است. نقاشی از سال ۱۹۶۷ در اختیار نگارخانه ملی ویکتوریا می‌باشد.